# Франсуа Ґабріель Леполь
Ґійом Франсуа Ґабріель Леполь (фр. Guillaume François Gabriel Lepaulle; 21 січня 1804, Версаль — 28 серпня 1886, Аї) — французький художник.

## Життя і творчість
Леполь був учнем художників Жана Батиста Реньо і Ораса Верне. У 1819 році Леполь поступив в Школу витончених мистецтв. У 1824 році він з картиною «L'invention de la lyre» (Винайдення ліри) дебютував в паризьких салонах, в яких потім постійно виставляв свої роботи. В пошуках художніх вражень Леполь здійснив численні подорожі за межі Франції — в Італію, Бельгію, Іспанію, Північну Африку.
Леполь відомий як видатний художник-портретист, автор жанрових полотен і картин на історичні та міфологічні сюжети, за театральною і оперною тематикою. Він був вчителем майстра жанрового живопису Філіппа Арона.
В теперішній час картини Леполя зберігаються в музеях Версалю, в паризькому музеї Карнавале, в музеях фландрського Валансьєнна тощо.

## Галерея

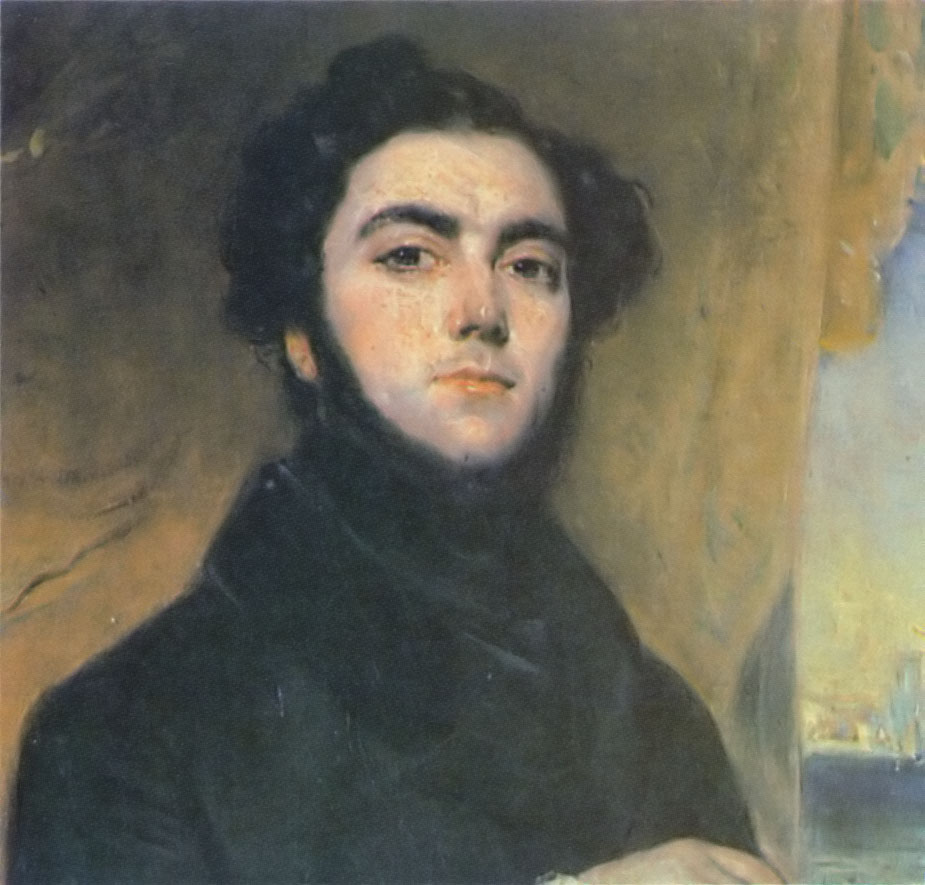
Портрет письменника Ежена Сю (1837)
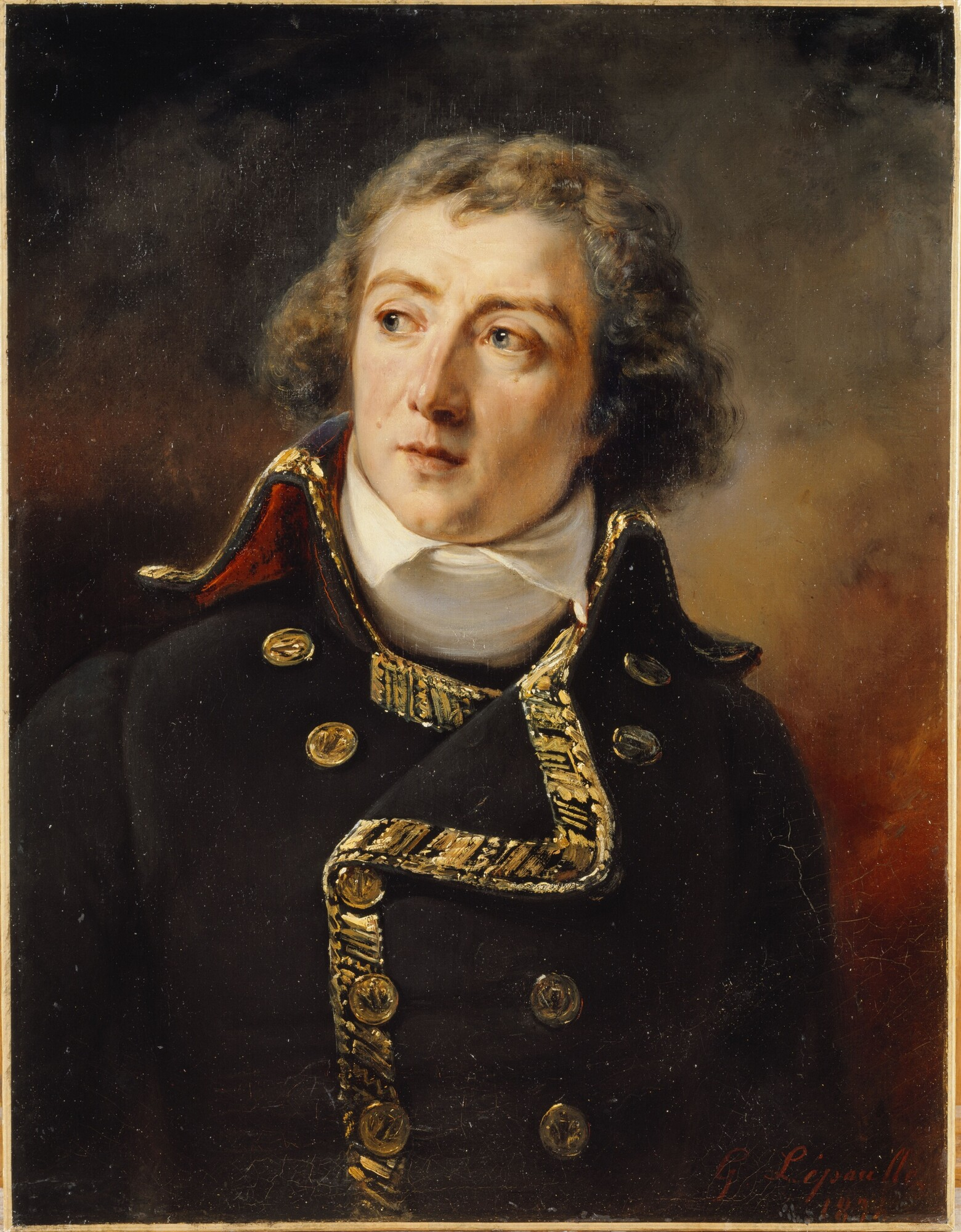
Портрет маршала Луї Олександра Берт'є
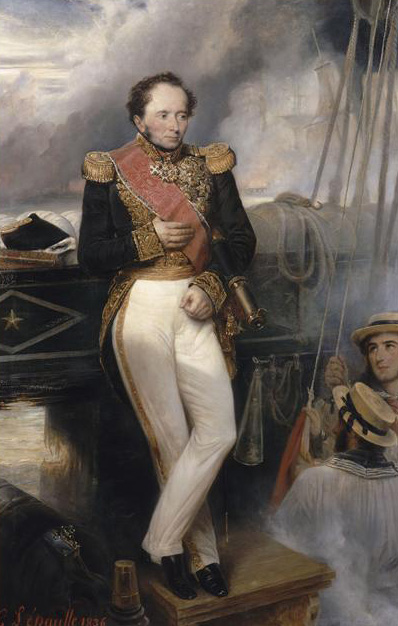
Портрет віце-адмірала Ґот'є, графа де Рін'ї (1836)
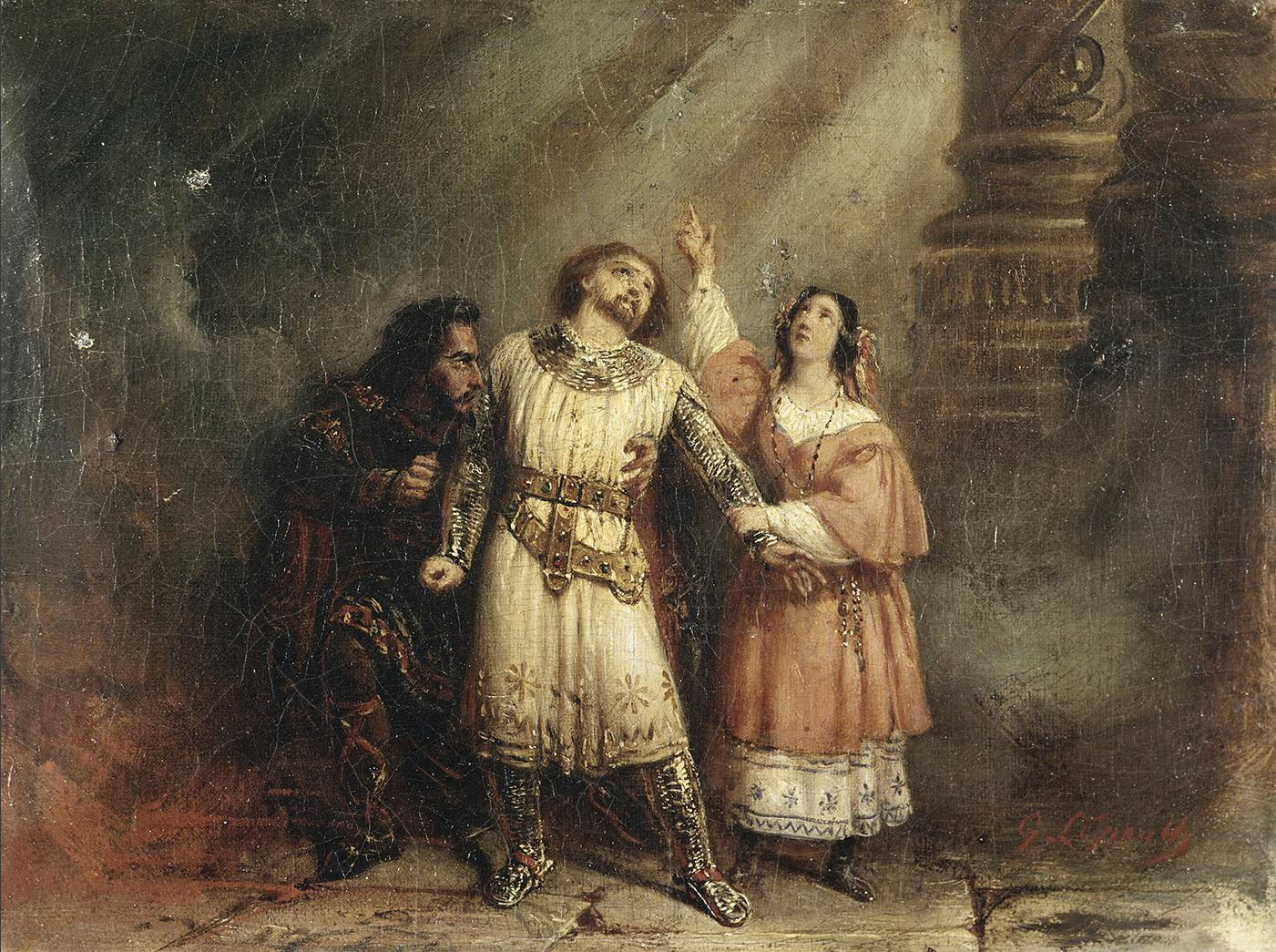
Тріо з акту V опери «Роберт-Диявол» (біля 1835)